# Пешель, Франц Осипович
Франц Осипович Пешель (1784—1842) — словак из Моравии, лицейский врач (1811—1842), впоследствии — статский советник. Ему адресована эпиграмма Александра Пушкина «Заутра с свечкой грошевою» (1816).
Лицейский врач. Из моравских уроженцев. Вызван был в Россию на врачебную службу министерством внутренних дел в 1808 году. Был друг всего царскосельского бомонда, весельчак, остряк: любил болтать с лицеистами, знакомил их со всевозможными новостями, тешил анекдотами, каламбурами и своим уморительным русским языком. Каждое первое число месяца являлся к лицеистам с гостинцами и оделял их «девичьей» и «бабьей кожей», лакрицей и тому подобными сладостями.